# Джалгаон (округ)
Джалгаон (маратхи जळगाव जिल्हा; англ. Jalgaon) — округ в индийском штате Махараштра. Образован 1 мая 1960 года. Административный центр — город Джалгаон. Площадь округа — 11 765 км². По данным всеиндийской переписи 2001 года население округа составляло 3 682 690 человек. Уровень грамотности взрослого населения составлял 75,4 %, что выше среднеиндийского уровня (59,5 %). Доля городского населения составляла 28,6 %.